# 氫氟烯烴

1,3,3,3-四氟丙烯（HFO-1234ze）的化學結構

氫氟烯烴（Hydrofluoroolefins，簡稱HFO）是由氫、氟、碳組成的不飽和有機化合物。這些有机氟化学常會作為冷媒使用，氫氟烯烴和傳統的氯氟烃（CFC）及氫氟烴（HFC）不同，這兩種都是飽和有機化合物，而氫氟烯烴是烯烃。
HFO冷媒屬於零臭氧破壞潛勢（OZP）以及低全球暖化潛勢（GWP）冷媒，比氯氟烃、氫氟烴、氫氯氟烃更對地球友善，是良好的替代品。
HFO冷媒屬於「第四代」冷媒，全球暖化潛勢只有氫氟烴的0.1%。目前有使用的HFO有2,3,3,3-四氟丙烯（HFO-1234yf）及1,3,3,3-四氟丙烯（HFO-1234ze）。而1-氯-3,3,3-三氟丙烯(HFO-1233zd）也正在開發中。